# 유니버스 (컴퓨터 버스)

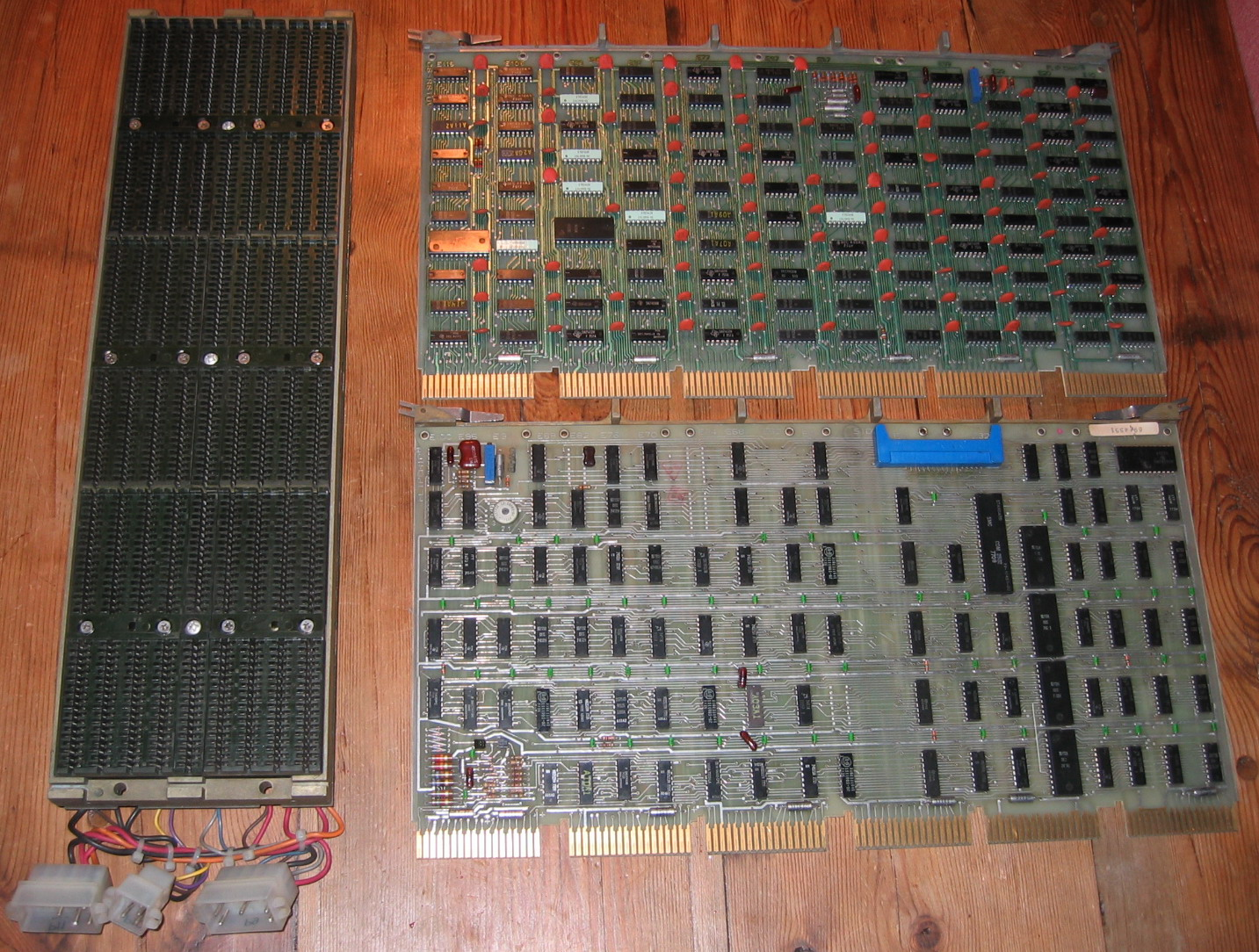

유니버스(Unibus)는 매사추세츠주 메이너드에 있는 디지털 이큅먼트 코퍼레이션(DEC)에서 제조한 PDP-11 및 초기 VAX 시스템과 함께 사용된 여러 컴퓨터 버스 및 백플레인 설계 중 최초의 제품이다. 유니버스는 1969년경 카네기 멜런 대학교에 재학 중 고든 벨과 학생 해럴드 맥파랜드(Harold McFarland)가 개발했다.
이 이름은 버스의 통일된 특성을 나타낸다. 유니버스는 중앙 처리 장치가 주 메모리와 통신할 수 있도록 하는 시스템 버스와 주변 장치가 데이터를 보내고 받을 수 있도록 하는 주변 버스로 사용되었다. 이전에 분리되었던 이러한 버스를 통합함으로써 외부 장치가 직접 메모리 접근(DMA)을 쉽게 수행할 수 있게 되었고 제어 및 데이터 교환이 모두 메모리 맵 입출력을 통해 처리되므로 장치 드라이버 구성이 더 쉬워졌다.
유니버스는 물리적으로 크기 때문에 핀 수를 줄이기 위해 일부 신호를 다중화하는 Q-bus가 도입되었다. 고성능 PDP 시스템은 기본적으로 두 개의 유니버스가 하나로 통합된 패스트버스를 사용했다. 이 시스템은 나중에 VAX 및 최신 모델 PDP-11에 도입된 전용 I/O 버스인 매스버스(Massbus)로 대체되었다.